# Mike Wilds
William Michael „Mike“ Wilds (* 7. Januar 1946 in London-Chiswick, England) ist ein ehemaliger britischer Automobilrennfahrer.

## Karriere
Nach der Schulzeit arbeitete Wilds bei  Firestone Großbritannien. Seine Freizeit verbrachte der junge Wilds an den britischen Rennstrecken. Sieben Jahre gehörte er zur Clubszene seiner Heimat und nahm an unzähligen Amateurrennen teil. 1972 begann er sein Hobby zum Beruf zu machen. Er stieg mit Hilfe eines Sponsors in die britische Formel-3-Meisterschaft ein. Dempster Developments unterstützte Wilds über viele Jahre.
Wilds feierte einige Erfolge in der Formel 3, ehe er 1974 in die Formel 5000 wechselte. Mitte der Saison öffnete sich sogar die Tür in die Formel 1. Mit kräftiger finanzieller Unterstützung seines Sponsors brachte er einen March 731 zum Großen Preis von Großbritannien nach Brands Hatch. Als 33. des Trainings verfehlte er die Qualifikation zum Rennen aber deutlich. Es folgten vier weitere Nichtqualifikationen, diesmal als Werksfahrer für das Ensign-Team. Seinen ersten Grand Prix fuhr Wilds beim Großen Preis der USA Ende der Saison in Watkins Glen. Nach einem Boxenstopp wegen Problemen mit der Benzinpumpe kam der Engländer mit neun Runden Rückstand ins Ziel und wurde nicht gewertet.
1975 gehörte Wilds kurz zum B.R.M.-Team von Louis Stanley. Der Glanz des Weltmeisterteams von 1962 war längst verblasst. Der BRM P201 war kein konkurrenzfähiges Fahrzeug mehr. Zweimal, bei den Großen Preisen von Argentinien und Brasilien, ging Wilds vom vorletzten Startplatz aus ins Rennen und fiel beide Male nach technischen Defekten aus.
1976 versuchte Wilds mit einem privat finanzierten Shadow DN3 noch einmal in der Formel 1 Fuß zu fassen. Der Versuch mit dem schlechten Material beim Heimrennen in Brands Hatch zu bestehen scheiterte jedoch. Wilds konnte sich nicht qualifizieren. Er fuhr im selben Jahr noch einige Rennen in der Formel 2 und kehrte gegen Ende der Saison in die Formel 5000 zurück. Dann wurde es still um den Engländer. 1978 tauchte der kurz in der Aurora-Serie auf und wandte sich dann der Szene der historischen Rennwagen zu.
Bei den Classic-Cars wurde Wilds zu einer bestimmenden Größe. 1994 erhielt er die Einladung beim Goodwood Festival of Speed den Ferrari 312T3 von Gilles Villeneuve zu fahren. Das Unternehmen endete mit einem schweren Unfall von Wilds der sich beim heftigen Einschlag des Ferrari in eine Barriere beide Beine brach. Ein Jahr später war Wilds wieder zurück und wurde mit dem Chevron B31 Meister in seiner Klasse bei der historischen Rennwagenserie von Großbritannien.
2019 fuhr Wilds nach wie vor historische Sportwagen. Siebenmal war der Engländer auch bei den 24 Stunden von Le Mans am Start. Neben seiner Motorsportkarriere machte Wilds auch eine Ausbildung zum Hubschrauberpiloten und ist heute noch als Instrukteur tätig.

## Statistik

### Le-Mans-Ergebnisse
| Jahr | Team                     | Fahrzeug           | Teamkollege    | Teamkollege      | Platzierung     | Ausfallgrund |
| ---- | ------------------------ | ------------------ | -------------- | ---------------- | --------------- | ------------ |
| 1981 | Tuff-Kote Dinol Racing   | Porsche 935L1      | Jan Lundgårdh  | Axel Plankenhorn | Ausfall         | Motorschaden |
| 1982 | Dorset Racing Associates | De Cadenet-Lola LM | François Duret | Ian Harrower     | Ausfall         | kein Benzin  |
| 1984 | Ecurie Ecosse            | Ecosse C284        | David Leslie   | David Duffield   | Ausfall         | Benzinpumpe  |
| 1985 | Ecurie Ecosse            | Ecosse C285        | David Leslie   | Ray Mallock      | Ausfall         | Ölpumpe      |
| 1986 | Ecurie Ecosse            | Ecosse C286        | David Leslie   | Ray Mallock      | Disqualifiziert |              |
| 1987 | Ecurie Ecosse            | Ecosse C286        | Les Delano     | Andy Petery      | Ausfall         | Elektrik     |
| 1988 | Nissan Motorsports       | March R88C         | Allan Grice    | Win Percy        | Rang 14         |              |

### Einzelergebnisse in der Sportwagen-Weltmeisterschaft
| Saison | Team                          | Rennwagen                  | 1   | 2   | 3   | 4   | 5   | 6   | 7   | 8   | 9   | 10  | 11  | 12  | 13  | 14  | 15  | 16  |
| ------ | ----------------------------- | -------------------------- | --- | --- | --- | --- | --- | --- | --- | --- | --- | --- | --- | --- | --- | --- | --- | --- |
| 1980   | Malaya Garage                 | Porsche 911                | DAY | BRH | SEB | MUG | MON | RIV | SIL | NÜR | LEM | DAY | WAT | SPA | MOS | ROA | VAL | DIJ |
| 1980   | Malaya Garage                 | Porsche 911                |     |     |     | DNF |     |     |     |     |     |     |     |     |     |     |     |     |
| 1981   | Tuff-Kote Dinol Racing        | Porsche 935                | DAY | SEB | MUG | MON | RIV | SIL | NÜR | LEM | PER | DAY | WAT | SPA | MOS | ROA | BRH |     |
| 1981   | Tuff-Kote Dinol Racing        | Porsche 935                |     |     |     |     |     | DNF |     | DNF |     |     |     |     |     |     |     |     |
| 1982   | Dorset Racing                 | De Cadenet Lola            | MON | SIL | NÜR | LEM | SPA | MUG | FUJ | BRH |     |     |     |     |     |     |     |     |
| 1982   | Dorset Racing                 | De Cadenet Lola            |     | DNF |     | DNF |     |     |     |     |     |     |     |     |     |     |     |     |
| 1983   | François Duret                | De Cadenet Lola            | MON | SIL | NÜR | LEM | SPA | FUJ | KYA |     |     |     |     |     |     |     |     |     |
| 1983   | François Duret                | De Cadenet Lola            | 12  |     |     |     |     |     |     |     |     |     |     |     |     |     |     |     |
| 1984   | Ecurie Ecosse                 | Ecosse C284                | MON | SIL | LEM | NÜR | BRH | MOS | SPA | IMO | FUJ | KYA | SAN |     |     |     |     |     |
| 1984   | Ecurie Ecosse                 | Ecosse C284                | 10  | DNF | DNF |     |     |     |     |     |     |     |     |     |     |     |     |     |
| 1985   | Ecurie Ecosse                 | Ecosse C285                | MUG | MON | SIL | LEM | HOK | MOS | SPA | BRH | FUJ | SEL |     |     |     |     |     |     |
| 1985   | Ecurie Ecosse                 | Ecosse C285                |     | 10  | 9   | DNF | 8   |     | 14  | 6   |     |     |     |     |     |     |     |     |
| 1986   | Ecurie Ecosse                 | Ecosse C286                | MON | SIL | LEM | NÜN | BRH | JER | NÜR | SPA | FUJ |     |     |     |     |     |     |     |
| 1986   | Ecurie Ecosse                 | Ecosse C286                |     | DNF | DNF |     |     |     |     |     |     |     |     |     |     |     |     |     |
| 1987   | Ada Engineering Ecurie Ecosse | Gebhardt JC843 Ecosse C286 | JAR | JER | MON | SIL | LEM | NÜN | BRH | NÜR | SPA | FUJ |     |     |     |     |     |     |
| 1987   | Ada Engineering Ecurie Ecosse | Gebhardt JC843 Ecosse C286 | 13  | DNF |     | 8   | DNF | DNF | 10  | 11  | 12  | 15  |     |     |     |     |     |     |
| 1988   | Nissan                        | March R88C                 | JER | JAR | MON | SIL | LEM | BRÜ | BRH | NÜR | SPA | FUJ | SAN |     |     |     |     |     |
| 1988   | Nissan                        | March R88C                 |     | 14  |     |     |     |     |     |     |     |     |     |     |     |     |     |     |